# Liste der Kulturdenkmale in Haldensleben

Wappen von Haldensleben

In der Liste der Kulturdenkmale in Haldensleben sind alle Kulturdenkmale der Stadt Haldensleben (Landkreis Börde) und ihrer Ortsteile aufgelistet. Grundlage ist das Denkmalverzeichnis des Landes Sachsen-Anhalt, das auf Basis des Denkmalschutzgesetzes des Landes Sachsen-Anhalt vom 21. Oktober 1991 durch das Landesamt für Denkmalpflege und Archäologie Sachsen-Anhalt erstellt und seither laufend ergänzt wurde (Stand: 31. Dezember 2023).

## Kulturdenkmale nach Ortsteilen

### Althaldensleben
| Lage                                                             | Bezeichnung                                   | Beschreibung | Erfassungs- nummer | Ausweisungsart               | Bild           |
| ---------------------------------------------------------------- | --------------------------------------------- | --- | ------------------ | ---------------------------- | -------------- |
| Adlerplatz (Karte)                                               | Denkmal                                       | Adlerdenkmal | 094 30570          | Baudenkmal                   | Weitere Bilder |
| An der Bever 3, 4, 5, 6, 7 (Karte)                               | Gutsarbeiterhäuser                            | | 094 84410          | Baudenkmal                   | Weitere Bilder |
| Dammühlenweg 9 (Karte)                                           | Stellmacherei Dammühlenweg 9                  | Stellmacherei | 107 55029          | Baudenkmal                   | BW             |
| Dieskaustraße 16, 18 (Karte)                                     | Pfarrhaus                                     | | 094 84411          | Baudenkmal                   | Weitere Bilder |
| Große Straße 16e (Karte)                                         | Taubenturm                                    | | 094 84412          | Baudenkmal                   | BW             |
| Hundisburger Straße 43 (Karte)                                   | Bauernhaus                                    | | 094 84413          | Baudenkmal                   | Weitere Bilder |
| Hundisburger Straße 45a (Karte)                                  | Verwaltungsgebäude                            | Motoren- und Traktorenausleihstation Althaldensleben                                                                                             | 094 84414          | Baudenkmal                   | Weitere Bilder |
| Kirchgarten (Karte)                                              | Kriegerdenkmal                                | | 094 84416          | Baudenkmal                   | Weitere Bilder |
| Kirchgang 3 (Karte)                                              | Kirche St. Johannes Baptista und Lutherkirche | | 094 84415          | Baudenkmal                   | Weitere Bilder |
| Lindenallee 1 (Karte)                                            | Jägerhaus                                     | in den 1790er Jahren in Fachwerkbauweise errichtetes Forsthaus                                                                                   | 094 84399          | Baudenkmal                   | Weitere Bilder |
| Lindenallee, Waldstraße (Karte)                                  | Kriegerdenkmal                                | Denkmal für die Gefallenen des Ersten Weltkrieges                                                                                                | 094 84409          | Baudenkmal                   | Weitere Bilder |
| Neuhaldensleber Straße 28 (Karte)                                | Villa                                         | | 094 84419          | Baudenkmal                   | BW             |
| Neuhaldensleber Straße 32 (Karte)                                | Villa                                         | Alte Apotheke | 094 84417          | Baudenkmal                   | BW             |
| Neuhaldensleber Straße 46g, südlich des Wirtschaftshofes (Karte) | Untermühle                                    | | 094 84396          | Baudenkmal                   | Weitere Bilder |
| Thomas-Müntzer-Straße 1 (Karte)                                  | Dominamühle                                   | Ober- oder Dominamühle aus dem Jahr 1790, Ortslage Althaldensleben, westlich des Klausurquadrums, zuletzt als Ölmühle heute als Wohnhaus genutzt | 094 84395          | Baudenkmal                   | Weitere Bilder |
| Waldstraße, westlich des Grundstückes Waldstraße 2 (Karte)       | Friedhof                                      | | 094 84418          | Baudenkmal                   | Weitere Bilder |
| Waldstraße 2, 9 (Karte)                                          | Waldtor                                       | Häusergruppe aus ehemaligem Wachhaus und Herberge, die torartig miteinander verbunden sind                                                       | 094 84421          | Baudenkmal                   | Weitere Bilder |
| Waldstraße 20, 22, 26 (Karte)                                    | Fabrik                                        | | 094 84420          | Baudenkmal                   | Weitere Bilder |
| Waldstraße 24 (Karte)                                            | Kloster St. Maria und St. Jakobus             | Kloster | 094 84394          | Baudenkmal                   | Weitere Bilder |
| Waldstraße 24, Ortslage Althaldensleben (Karte)                  | Kirche                                        | Kirche | 094 84394 001      | Teilobjekt eines Baudenkmals | BW             |
| Wedringer Straße 5 (Karte)                                       | Villa                                         | | 094 84422          | Baudenkmal                   | BW             |

### Bodendorf
| Lage                                                                         | Bezeichnung              | Beschreibung     | Erfassungs- nummer | Ausweisungsart               | Bild              |
| ---------------------------------------------------------------------------- | ------------------------ | ---------------- | ------------------ | ---------------------------- | ----------------- |
| im Bodendorfer Forst nördlich der Ortslage (Karte)                           | Bergbauanlage            | Silberkuhle      | 094 30564          | Baudenkmal                   | BW                |
| ca. 2 km westlich außerhalb der Ortslage an der Straße nach Ivenrode (Karte) | Distanzstein             |                  | 094 30505          | Kleindenkmal                 | Distanzstein      |
| Dorfstraße 5 (Karte)                                                         | Schule                   |                  | 094 84946          | Baudenkmal                   | Schule            |
| Lindenstraße 3, 4 (Karte)                                                    | Schloss Bodendorf        | Rittergut        | 094 84945          | Baudenkmal                   | Schloss Bodendorf |
| Lindenstraße, westlich an das Herrenhaus anschließend (Karte)                | Kapelle                  | Kapelle          | 094 84945 001      | Teilobjekt eines Baudenkmals | Weitere Bilder    |
| Lindenstraße (Karte)                                                         | Kulturlandschaft         | Kulturlandschaft | 094 84945 002      | Teilobjekt eines Baudenkmals | BW                |
| Süplinger Straße (Karte)                                                     | Kriegerdenkmal Bodendorf | Kriegerdenkmal   | 094 84947          | Kleindenkmal                 | BW                |

### Haldensleben
| Lage | Bezeichnung                                  | Beschreibung | Erfassungs- nummer | Ausweisungsart | Bild |
| --- | -------------------------------------------- | --- | ------------------ | -------------- | --- |
| auf Anhöhe nördlich außerhalb der Stadt im Stadtwald (Karte) | Warte                                        | Pulverturm | 094 30167          | Baudenkmal     | BW |
| auf dem Trendelberg, nordwestlich der Stadt (Karte) | Wasserturm                                   | | 094 30166          | Baudenkmal     | Weitere Bilder |
| Bahnhofstraße 1 (Karte) | Villa                                        | Villa Albrecht | 094 30178          | Baudenkmal     | Villa |
| Bahnhofstraße 4 (Karte) | Hotel Zum Kronprinzen                        | historistischer Hotelbau aus dem Jahr 1909 | 094 30180          | Baudenkmal     | Hotel Zum Kronprinzen |
| Bahnhofstraße 30, 32 (Karte) | Häusergruppe Bahnhofstraße 30, 32            | neobarockes Einfamilienhaus von 1892 und Jugendstil-Mietvilla                                                                                  | 094 98502          | Denkmalbereich | Häusergruppe Bahnhofstraße 30, 32 |
| Berggasse, am Hang des Trendelberges, nördlich außerhalb der Stadt (Karte) | Jüdischer Friedhof                           | | 094 30479          | Baudenkmal     | Weitere Bilder |
| Bornsche Straße 10 (Karte) | Villa                                        | | 094 30150          | Baudenkmal     | Villa |
| Bornsche Straße 81 (Karte) | Mälzerei der Bergschloß-Brauerei             | | 094 98503          | Baudenkmal     | Mälzerei der Bergschloß-Brauerei |
| Breiter Gang, Bülstringer Straße, Burgstraße, Durchgang zum Gärhof, Gärhof, Gröperstraße, Hagenstraße, Holzmarkt, Holzmarktstraße, Jacobstraße, Kirchstraße, Lange Straße, Magdeburger Straße, Marienkirchplatz, Markt, Ritterstraße, Steinstraße, Stendaler Straße Altstadt (Karte)                                                                    | Altstadt                                     | | 094 18690          | Denkmalbereich | Altstadt |
| Burgstraße 5 (Karte) | Pfarrhaus Burgstraße 5                       | Fachwerkhaus von 1699 | 094 30138          | Baudenkmal     | Pfarrhaus Burgstraße 5 |
| Burgstraße 13 (Karte) | Wohnhaus                                     | | 094 30139          | Baudenkmal     | Wohnhaus |
| Burgstraße 14 (Karte) | Wohnhaus                                     | | 094 30140          | Baudenkmal     | Wohnhaus |
| Burgstraße 31 (Karte) | Wohnhaus                                     | | 094 30141          | Baudenkmal     | Wohnhaus |
| Bülstringer Straße 12 (Karte) | Wohn- und Geschäftshaus                      | | 094 98509          | Baudenkmal     | BW |
| Bülstringer Straße 18 (Karte) | Bankgebäude                                  | | 094 30189          | Baudenkmal     | Bankgebäude |
| Bülstringer Straße 21a (Karte) | Bülstringer Torturm                          | Bülstringer Tor | 094 98507          | Baudenkmal     | Bülstringer Torturm |
| Bülstringer Straße 25 (Karte) | Schule                                       | | 094 98506          | Baudenkmal     | Weitere Bilder |
| Bülstringer Straße 30 (Karte) | Hospital                                     | St. Spiritus | 094 98505          | Baudenkmal     | Weitere Bilder |
| Bülstringer Straße, Burgstraße, Gärhof, Hagenstraße, Lange Straße, Magdeburger Straße (Karte) | Stadtbefestigung                             | | 094 30174          | Baudenkmal     | Stadtbefestigung |
| Gerikestraße 5 (Karte) | Hospital                                     | St. Spiritus | 094 30181          | Baudenkmal     | BW |
| Gerikestraße 26 (Karte) | Kirche St. Liborius                          | Katholische Kirche, 1938/39 erbaut. | 094 30179          | Baudenkmal     | Weitere Bilder |
| Gröperstraße 7 (Karte) | Wohnhaus                                     | | 094 30142          | Baudenkmal     | Wohnhaus |
| Hagenstraße 2 (Karte) | Wohnhaus                                     | | 094 30143          | Baudenkmal     | Wohnhaus |
| Hagenstraße 7 (Karte) | Wohn- und Geschäftshaus                      | | 094 30146          | Baudenkmal     | Wohn- und Geschäftshaus |
| Hagenstraße 9 (Karte) | Kühnesches Haus                              | | 094 30145          | Baudenkmal     | Kühnesches Haus |
| Hagenstraße 10 (Karte) | Wohn- und Geschäftshaus                      | | 094 30147          | Baudenkmal     | BW |
| Hagenstraße 18 (Karte) | Gasthof                                      | | 107 55002          | Baudenkmal     | BW |
| Hagenstraße 19 (Karte) | Postamt Haldensleben                         | Postamt zweigeschossiger Klinkerbau aus dem Jahr 1889                                                                                          | 094 30190          | Baudenkmal     | Postamt Haldensleben |
| Hagenstraße 28 (Karte) | Wohnhaus                                     | | 094 30438          | Baudenkmal     | Wohnhaus |
| Hagenstraße 30 (Karte) | Wohnhaus                                     | | 094 30439          | Baudenkmal     | Wohnhaus |
| Hagenstraße 34 (Karte) | Hagentor                                     | Stadttor | 094 30172          | Baudenkmal     | Hagentor |
| Hagenstraße 44 (Karte) | Villa Hagenstraße 44                         | Villa zweieinhalbgeschossige Villa von 1897 im Stil des Historismus                                                                            | 094 30151          | Baudenkmal     | Villa Hagenstraße 44 |
| Hagenstraße 56 (Karte) | Gaststätte                                   | | 094 30183          | Baudenkmal     | Gaststätte |
| Hagenstraße 62 (Karte) | Villa                                        | Villa Gerike | 094 30192          | Baudenkmal     | Villa |
| Hagenstraße 62, 64, 66, 68, 70 (Karte) | Straßenzeile                                 | | 094 30191          | Denkmalbereich | Straßenzeile |
| Hagenstraße 63 (Karte) | Villa                                        | | 094 30182          | Baudenkmal     | Villa |
| Hagenstraße 69 (Karte) | Wohnhaus                                     | | 094 30175          | Baudenkmal     | Wohnhaus |
| Hütten 12, 13, 14, 15, 16 (Karte) | Forsthof                                     | Forsthof Hütten, östlich der Ortslage Hütten                                                                                                   | 094 30437          | Denkmalbereich | BW |
| Jacobstraße 12 (Karte) | Ehemalige Schule                             | | 094 98504          | Baudenkmal     | BW |
| Kiefholzstraße 2, 3, 4, 5, 6, 7, 8, 9, 11, 13, 15, 17, 19, 21, Lüneburger Heerstraße 1, 3, 5, 7, 9, 11, 13, 15, 17, 19, 21, 23, 25, 27, Merseburger Straße 1, 2, 3, 4, 5, 6, 7, 8, 9, 10, 11, 12, 13, 14, 15, 16, 17, 18, 19, 20, 21, 22, 23, 24, 25, 26, 27, 28, 29, 30, 31, 32, 33, 34, 35, 36, 37, 38, Wolfshausener Straße 1, 2, 3, 4, 5, 6 (Karte) | Heilanstalt                                  | Landesheilanstalt Neuhaldensleben, laut Denkmalinformationssysten nur zwei Gebäude, 52.285606, 11.373168 und 52.283168, 11.368324              | 094 30126          | Baudenkmal     | [[Vorlage:Bilderwunsch/code!/C:52.285639,11.373167!/D:Kiefholzstraße 2, 3, 4, 5, 6, 7, 8, 9, 11, 13, 15, 17, 19, 21, Lüneburger Heerstraße 1, 3, 5, 7, 9, 11, 13, 15, 17, 19, 21, 23, 25, 27, Merseburger Straße 1, 2, 3, 4, 5, 6, 7, 8, 9, 10, 11, 12, 13, 14, 15, 16, 17, 18, 19, 20, 21, 22, 23, 24, 25, 26, 27, 28, 29, 30, 31, 32, 33, 34, 35, 36, 37, 38, Wolfshausener Straße 1, 2, 3, 4, 5, 6,!/\|BW]] |
| Köhlerstraße 23 (Karte) | Denkmal                                      | | 094 30317          | Kleindenkmal   | BW |
| Köhlerstraße 23a | Brennofen                                    | Steingutfabrik Hubbe | 094 30197          | Baudenkmal     | |
| Lange Straße 2 (Karte) | Wohnhaus                                     | | 094 30154          | Baudenkmal     | Wohnhaus |
| Lange Straße 4 (Karte) | Wohnhaus                                     | | 094 30155          | Baudenkmal     | Wohnhaus |
| Lange Straße 9 (Karte) | Architekturdetail                            | | 094 30156          | Baudenkmal     | BW |
| Lange Straße 15 (Karte) | Wohnhaus                                     | | 094 30157          | Baudenkmal     | Wohnhaus |
| Lange Straße 17 (Karte) | Wohnhaus                                     | | 094 30158          | Baudenkmal     | Wohnhaus |
| Lange Straße 61 (Karte) | Wohnhaus                                     | | 094 98511          | Baudenkmal     | Wohnhaus |
| Magdeburger Straße (Karte) | Feierhalle                                   | | 094 30480          | Baudenkmal     | BW |
| Magdeburger Straße, auf dem Friedhof | Grabmal                                      | | 094 30514          | Kleindenkmal   | |
| Magdeburger Straße auf dem Friedhof | Grabmal                                      | | 094 30515          | Kleindenkmal   | |
| Magdeburger Straße 8 | Wohn- und Geschäftshaus                      | Wohn- und Geschäftshaus Im Jahr 2023 in das Denkmalverzeichnis eingetragen.                                                                    | 094 18940          | Baudenkmal     | |
| Magdeburger Straße 10 (Karte) | Wohnhaus                                     | | 094 30159          | Baudenkmal     | BW |
| Magdeburger Straße 12 (Karte) | Wohnhaus                                     | Templerhaus | 094 30160          | Baudenkmal     | Wohnhaus |
| Magdeburger Straße 13 (Karte) | Wohn- und Geschäftshaus                      | | 094 30161          | Baudenkmal     | Wohn- und Geschäftshaus |
| Magdeburger Straße 30 (Karte) | Hauszeichen                                  | | 094 30162          | Kleindenkmal   | Hauszeichen |
| Magdeburger Straße 46 (Karte) | Mühle                                        | Mühle, am 9. Oktober 2015 als Denkmal ausgewiesen                                                                                              |                    | Baudenkmal     | BW |
| Magdeburger Straße 49 (Karte) | Wohnhaus                                     | | 107 00003          | Baudenkmal     | BW |
| Magdeburger Straße 84 (Karte) | Wohnhaus                                     | | 094 30478          | Baudenkmal     | BW |
| Marienkirchplatz 1 (Karte) | Kirche St. Marien                            | | 094 98501          | Baudenkmal     | Weitere Bilder |
| Markt, vor dem Rathaus (Karte) | Breiter Stein                                | Bauernstein Breiter Stein | 094 30436          | Kleindenkmal   | Weitere Bilder |
| Markt (Karte) | Haldensleber Roland                          | Denkmal Roland | 094 30318          | Kleindenkmal   | Haldensleber Roland |
| Markt 5 (Karte) | Rats-Apotheke                                | Wohn- und Geschäftshaus bis 2010 als Apotheke genutztes zweigeschossiges verputztes Gebäude mit Elementen des Klassizismus und des Jugendstils | 094 30425          | Baudenkmal     | Weitere Bilder |
| Markt 8 (Karte) | Prillsches Haus                              | Wohn- und Geschäftshaus | 094 30426          | Baudenkmal     | Prillsches Haus |
| Markt 9 (Karte) | Gasthaus Zum weißen Roß                      | | 094 30427          | Baudenkmal     | Gasthaus Zum weißen Roß |
| Markt 13 (Karte) | Wohnhaus                                     | | 094 30428          | Baudenkmal     | Wohnhaus |
| Markt 14 (Karte) | Wohnhaus                                     | | 094 30429          | Baudenkmal     | Wohnhaus |
| Markt 15 (Karte) | Grüttefiensches Haus Wohn- und Geschäftshaus | Wohn- und Geschäftshaus | 094 30430          | Baudenkmal     | Grüttefiensches Haus Wohn- und Geschäftshaus |
| Markt 18 (Karte) | Wohnhaus Markt 18                            | Wohnhaus zweieinhalbgeschossiges Gebäude aus dem 17. Jahrhundert mit Fachwerkobergeschoss                                                      | 094 30431          | Baudenkmal     | Wohnhaus Markt 18 |
| Markt 20, 21 (Karte) | Wohnhaus                                     | | 094 30432          | Baudenkmal     | Wohnhaus |
| Markt 22 (Karte) | Rathaus                                      | | 094 30433          | Baudenkmal     | Rathaus |
| Pfändegraben 3, 4, 5, 6, 7, 8 (Karte) | Straßenzeile                                 | | 094 30152          | Denkmalbereich | Straßenzeile |
| Schulstraße 2 (Karte) | Schule                                       | Heinrich-Heine-Gymnasium/Marie-Gerike Sekundarschule                                                                                           | 094 30176          | Baudenkmal     | BW |
| Schulstraße 23 (Karte) | Schule                                       | Friedrich-Ludwig-Jahn-Gymnasium/Professor-Friedrich-Förster-Gymnasium                                                                          | 094 30177          | Baudenkmal     | BW |
| Steinstraße 18 (Karte) | Synagoge                                     | | 094 30153          | Baudenkmal     | Synagoge |
| Stendaler Straße (Karte) | Stendaler Tor                                | Stadttor | 094 30173          | Baudenkmal     | Stendaler Tor |
| Stendaler Straße 1 (Karte) | Wohnhaus Stendaler Straße 1                  | zweigeschossiges Wohnhaus vom Ende des 17. Jahrhunderts mit Fachwerkobergeschoss                                                               | 094 30165          | Baudenkmal     | Wohnhaus Stendaler Straße 1 |
| Stendaler Straße 10 (Karte) | Behrendssches Haus                           | Wohnhaus | 094 98513          | Baudenkmal     | Behrendssches Haus |
| Stendaler Straße 15 (Karte) | Repssches Haus                               | Wohnhaus | 094 98512          | Baudenkmal     | Repssches Haus |
| Stendaler Straße 16 (Karte) | Ackerbürgerhaus Stendaler Straße 16          | zweigeschossiges Ackerbürgerhaus vom Ende des 17. Jahrhunderts, das Obergeschoss ist in Fachwerkbauweise errichtet                             | 094 30163          | Baudenkmal     | Ackerbürgerhaus Stendaler Straße 16 |
| Stendaler Straße 18 (Karte) | Amtsgericht Haldensleben                     | Gerichtsgebäude | 094 30193          | Baudenkmal     | Amtsgericht Haldensleben |

### Hundisburg
| Lage                                                                   | Bezeichnung                                | Beschreibung                                                                 | Erfassungs- nummer | Ausweisungsart               | Bild           |
| ---------------------------------------------------------------------- | ------------------------------------------ | ---------------------------------------------------------------------------- | ------------------ | ---------------------------- | -------------- |
| Wüstung Nordhusen, ca. 2 km westlich der Ortslage (Karte)              | Kirchenruine Nordhusen                     | Ruine der Kirche Nordhusen                                                   | 094 50049          | Baudenkmal                   | Weitere Bilder |
| zwischen Althaldensleben und Hundisburg (Karte)                        | Landschaftspark Althaldensleben-Hundisburg | Park                                                                         | 094 84397          | Baudenkmal                   | Weitere Bilder |
| ca. 2 km wsw der Ortslage im Olbetal (Karte)                           | Stollen                                    | „Räuberhöhle“                                                                | 094 50050          | Baudenkmal                   | Weitere Bilder |
| in der Ortslage an der Straße nach Rottmersleben (Karte)               | Sühnekreuz                                 |                                                                              | 094 30502          | Kleindenkmal                 | Weitere Bilder |
| Dönstedter Straße 3 (Karte)                                            | Pfarrhof                                   | Sachgesamtheit aus Pfarrhaus, Garten und Nebengebäuden                       | 094 50036          | Baudenkmal                   | Weitere Bilder |
| Dönstedter Straße 15 (Karte)                                           | Schule                                     | Rektorat oder „Erste Schule“                                                 | 094 50037          | Baudenkmal                   | Weitere Bilder |
| Hauptstraße (Karte)                                                    | Stall                                      | Unterhof                                                                     | 094 50045          | Denkmalbereich               | Weitere Bilder |
| Hauptstraße 30 (Karte)                                                 | Hospital                                   | Armenhaus                                                                    | 094 50040          | Baudenkmal                   | Weitere Bilder |
| Hauptstraße 38b (Karte)                                                | Wohnturm                                   | Boitzturm                                                                    | 094 50041          | Baudenkmal                   | Weitere Bilder |
| Hauptstraße 7 (Karte)                                                  | Hofanlage                                  | Teil der Häusergruppe Nr. 7, 35 und 36                                       | 094 50051          | Denkmalbereich               | Weitere Bilder |
| Hauptstraße 35 (Karte)                                                 | Hofanlage                                  | Teil der Häusergruppe Nr. 7, 35 und 36                                       | 094 50051          | Denkmalbereich               | Weitere Bilder |
| Hauptstraße 36 (Karte)                                                 | Hofanlage                                  | Teil der Häusergruppe Nr. 7, 35 und 36                                       | 094 50051          | Denkmalbereich               | Weitere Bilder |
| Jacob-Bührer-Straße 2, nordwestlich der Ortslage (Karte)               | Ziegelei                                   |                                                                              | 094 50052          | Baudenkmal                   | Weitere Bilder |
| Kantortreppe (Karte)                                                   | Treppenanlage                              | Kantortreppe                                                                 | 094 50038          | Denkmalbereich               | Weitere Bilder |
| Kirchstraße (Karte)                                                    | Kirche St. Andreas                         | Kirche                                                                       | 094 50039          | Baudenkmal                   | Weitere Bilder |
| Kirchstraße (Karte)                                                    | Orgel                                      | Orgel                                                                        | 094 50039 001      | Teilobjekt eines Baudenkmals | BW             |
| Magdeburger Straße unmittelbar südlich unterhalb des Schlosses (Karte) | Kriegerdenkmal Hundisburg                  | Kriegerdenkmal für die Gefallenen des Ersten Weltkrieges von 1926            | 094 50035          | Baudenkmal                   | Weitere Bilder |
| Magdeburger Straße (Karte)                                             | Magdeburger Tor                            | Toranlage                                                                    | 094 50044          | Baudenkmal                   | Weitere Bilder |
| Magdeburger Straße 7 (Karte)                                           | Schlosskrug                                | barockes zweigeschossiges ehemaliges Gasthaus aus der Zeit von 1750 bis 1753 | 094 50034          | Baudenkmal                   | Weitere Bilder |
| Magdeburger Straße 16 (Karte)                                          | Kate                                       | Landarbeiterkate mit Stallung                                                | 094 50042          | Baudenkmal                   | Weitere Bilder |
| Magdeburger Straße 18, 19 (Karte)                                      | Wirtschaftsgebäude                         |                                                                              | 094 50043          | Baudenkmal                   | Weitere Bilder |
| Schloss (Karte)                                                        | Schloss Hundisburg                         | Schloss                                                                      | 094 50046          | Baudenkmal                   | Weitere Bilder |
| Hundisburg und Althaldensleben (Karte)                                 | Park                                       | Park                                                                         | 094 50046 001      | Teilobjekt eines Baudenkmals | Weitere Bilder |
| Waldweg 3 (Karte)                                                      | Mühle                                      | Niedermühle                                                                  | 094 50047          | Baudenkmal                   | Weitere Bilder |
| Waldweg 4 (Karte)                                                      | Bergbaugebäude                             | Zechenhaus, auch: Koppel                                                     | 094 50048          | Baudenkmal                   | Weitere Bilder |
| Waldweg 6 (Karte)                                                      | Forsthaus                                  |                                                                              | 107 05001          | Baudenkmal                   | Weitere Bilder |

### Satuelle
| Lage                                                         | Bezeichnung       | Beschreibung   | Erfassungs- nummer | Ausweisungsart | Bild              |
| ------------------------------------------------------------ | ----------------- | -------------- | ------------------ | -------------- | ----------------- |
| Hauptstraße 25 (Karte)                                       | Wohnhaus          |                | 094 84209          | Baudenkmal     | BW                |
| Hauptstraße 30, 32 (Karte)                                   | Bauernhof         |                | 094 84210          | Baudenkmal     | BW                |
| Hauptstraße 35 (Karte)                                       | Gasthof           |                | 094 84211          | Baudenkmal     | Gasthof           |
| Hauptstraße 37, 39 (Karte)                                   | Häusergruppe      |                | 094 84212          | Denkmalbereich | BW                |
| Schloß Detzel 1, etwa 3 km nördlich von Haldensleben (Karte) | Schloss           | Schloss Detzel | 094 30483          | Baudenkmal     | Schloss           |
| Straße des Friedens 4 (Karte)                                | Kirche St. Petrus |                | 094 84213          | Baudenkmal     | Kirche St. Petrus |
| Straße des Friedens 6 (Karte)                                | Pfarrhof          |                | 094 84215          | Baudenkmal     | BW                |
| Straße des Friedens 1, 3, 5, 7, 9 (Karte)                    | Straßenzeile      |                | 094 84214          | Denkmalbereich | BW                |
| Straße des Friedens 23 (Karte)                               | Bauernhof         |                | 094 84216          | Baudenkmal     | BW                |

### Süplingen
| Lage                                         | Bezeichnung | Beschreibung | Erfassungs- nummer | Ausweisungsart | Bild   |
| -------------------------------------------- | ----------- | ------------ | ------------------ | -------------- | ------ |
| Bodendorfer Straße, Salchauer Straße (Karte) | Kirche      | St. Anna     | 094 98022          | Baudenkmal     | Kirche |
| Salchauer Straße 6 (Karte)                   | Wohnhaus    |              | 094 98023          | Baudenkmal     | BW     |

### Uthmöden
| Lage | Bezeichnung    | Beschreibung | Erfassungs- nummer | Ausweisungsart | Bild   |
| --- | -------------- | ------------ | ------------------ | -------------- | ------ |
| An der Kirche 1, Lange Straße (Karte)                                                                                                | Kirche         |              | 094 84208          | Baudenkmal     | Kirche |
| An der Kirche 2, Lange Straße 32, 34, 36, 38, 40, 42, 44, 46, 48, 49, 50, 51, 52, 53, 54, 55, 56, 57, 58, 59, 61, 63, 65, 67 (Karte) | Straßenzug     |              | 094 84205          | Denkmalbereich | BW     |
| Kurze Straße 24 (Karte) | Bauernhof      |              | 094 30519          | Baudenkmal     | BW     |
| Kurze Straße 7, 9, 11, 13, 15, 17, 19, 21, 30, 32, 34, 36, 38 (Karte)                                                                | Straßenzug     |              | 094 84204          | Denkmalbereich | BW     |
| Lange Straße (Karte) | Kriegerdenkmal |              | 094 84207          | Baudenkmal     | BW     |
| Lange Straße 52 (Karte) | Bauernhaus     |              | 094 84206          | Baudenkmal     | BW     |

### Wedringen
| Lage                      | Bezeichnung       | Beschreibung | Erfassungs- nummer | Ausweisungsart | Bild           |
| ------------------------- | ----------------- | ------------ | ------------------ | -------------- | -------------- |
| An der Kirche 1 (Karte)   | Kirche St. Marien |              | 094 50029          | Baudenkmal     | Weitere Bilder |
| An der Kirche 2 (Karte)   | Pfarrhaus         |              | 094 50030          | Baudenkmal     | BW             |
| An der Quetge 2 (Karte)   | Bauernhaus        |              | 094 50032          | Baudenkmal     | BW             |
| Dorfstraße 19, 21 (Karte) | Häusergruppe      |              | 094 50031          | Denkmalbereich | BW             |

## Ehemalige Kulturdenkmale nach Ortsteilen
Die nachfolgenden Objekte waren ursprünglich ebenfalls denkmalgeschützt oder wurden in der Literatur als Kulturdenkmale geführt. Die Denkmale bestehen heute jedoch nicht mehr, ihre Unterschutzstellung wurde aufgehoben oder sie werden nicht mehr als Denkmale betrachtet.

### Haldensleben
| Lage                              | Bezeichnung             | Beschreibung                                                                       | Erfassungs- nummer | Ausweisungsart | Bild                    |
| --------------------------------- | ----------------------- | ---------------------------------------------------------------------------------- | ------------------ | -------------- | ----------------------- |
| Bülstringer Straße 26, 28 (Karte) | Ausspanne               |                                                                                    | 094 30188          | Baudenkmal     | BW                      |
| Hagenstraße 3 (Karte)             | Wohn- und Geschäftshaus | Wohn- und Geschäftshaus, nach Abbruch 2019 aus dem Denkmalverzeichnis ausgetragen. | 094 30144          | Baudenkmal     | Wohn- und Geschäftshaus |
| Stendaler Straße 3 (Karte)        | Wohnhaus                |                                                                                    | 094 30164          | Baudenkmal     | BW                      |

### Satuelle
| Lage                                                     | Bezeichnung    | Beschreibung | Erfassungs- nummer | Ausweisungsart | Bild           |
| -------------------------------------------------------- | -------------- | --- | ------------------ | -------------- | -------------- |
| Gut Detzel 1 etwa 3 km nördlich von Haldensleben (Karte) | Gutshof Detzel | Gutshof Detzel, Bebauung aus dem 19. Jahrhundert, 2005 noch als Baudenkmal geführt, im Denkmalverzeichnis des Jahres 2016 dann als ehemaliges Baudenkmal angegeben | 094 30482          | Baudenkmal     | Gutshof Detzel |

### Süplingen
| Lage                  | Bezeichnung | Beschreibung | Erfassungs- nummer | Ausweisungsart | Bild |
| --------------------- | ----------- | ------------ | ------------------ | -------------- | ---- |
| Lindenplatz 9 (Karte) | Bauernhaus  |              | 094 98024          | Baudenkmal     | BW   |

## Legende
In den Spalten befinden sich folgende Informationen:
- Lage: Nennt den Straßennamen und wenn vorhanden die Hausnummer des Kulturdenkmals. Die Grundsortierung der Liste erfolgt nach dieser Adresse. Der Link „Karte“ führt zu verschiedenen Kartendarstellungen und nennt die geographischen Koordinaten.
Link zu einem Kartenansichtstool, um Koordinaten zu setzen. In der Kartenansicht sind Baudenkmale ohne Koordinaten mit einem roten bzw. orangen Marker dargestellt und können in der Karte gesetzt werden. Baudenkmale ohne Bild sind mit einem blauen bzw. roten Marker gekennzeichnet, Baudenkmale mit Bild mit einem grünen bzw. orangen Marker.
- Offizielle Bezeichnung: Nennt den Namen, die Bezeichnung oder zumindest die Art des Kulturdenkmals und verlinkt, soweit vorhanden, auf den Artikel zum Objekt.
- Beschreibung: Nennt bauliche und geschichtliche Einzelheiten des Kulturdenkmals, vorzugsweise die Denkmaleigenschaften.
- Erfassungsnummer: Für jedes Kulturdenkmal wird in Sachsen-Anhalt eine 20stellige Erfassungsnummer vergeben. Die letzten zwölf Ziffern werden für die Untergliederung nach Teilobjekten genutzt und werden nur angegeben, soweit vergeben. In dieser Spalte kann sich folgendes Icon  befinden, dies führt zu Angaben zu diesem Baudenkmal bei Wikidata.
- Ausweisungsart: Die Einordnung des Denkmales nach § 2 Abs. 2 DenkmSchG LSA
- Bild: Ein Bild des Denkmales, und gegebenenfalls einen Link zu weiteren Fotos des Kulturdenkmals im Medienarchiv Wikimedia Commons. Wenn man auf das Kamerasymbol klickt, können Fotos zu Kulturdenkmalen aus dieser Liste hochgeladen werden: